# Église d'Hakavuori
Pour les articles homonymes, voir Église du Bon-Pasteur.
L'église d'Hakavuori (finnois : Hakavuoren kirkko), est une église luthérienne située dans le quartier de Pohjois-Haaga à Helsinki. 

## Histoire
L'église conçue par Eevi Aho est inaugurée le 8 septembre 1963 par Martti Simojoki. 
Une aile est ajoutée à l'édifice en 1987.
Le clocher a une hauteur de 30 mètres, il possède 3 cloches fondues par la fonderie Josef Pfundner à Vienne en 1962.
Le retable est une statue du Christ sur la Croix sculptée en bronze par  Harry Kivijärvi en 1959.
Derrière l'autel se trouve le relief en bronze réalisé en 1985 par Toivo Jaatinen.
Dans la salle paroissiale le relief en brique de Pekka Kontio date de 1967. 
L'orgue à 27 jeux est fabriqué en 1965 par fabrique d'orgues Veikko Virtanen.